# J.D. Vance
J.D. Vance, właśc. James David Vance (ur. 2 sierpnia 1984 w Middletown jako James Donald Bowman) – amerykański polityk i prawnik, od 20 stycznia 2025 roku 50. wiceprezydent Stanów Zjednoczonych.
Były żołnierz Korpusu Piechoty Morskiej Stanów Zjednoczonych, w latach 2023–2025 senator Stanów Zjednoczonych z Ohio.

## Życiorys

### Młodość, edukacja i służba wojskowa
Urodził się 2 sierpnia 1984 roku w Middletown w stanie Ohio jako James Donald Bowman, syn Donalda Bowmana i Beverly z domu Vance. Jego rodzice byli pochodzenia irlandzkiego, należeli do klasy robotniczej, mieli wykształcenie średnie. W wieku 6 lat, po rozwodzie rodziców, został opuszczony przez ojca. Matka Jamesa walczyła z uzależnieniem – najpierw od alkoholu, a następnie od narkotyków.
Po rozwodzie z ojcem Vance’a jego matka zmieniła synowi nazwisko z odojcowskiego Bowman na Hamel, należące do jego ojczyma, trzeciego męża Beverly, Boba Hamela, oraz drugie imię, z Donald na David, na cześć wujka przyszłego polityka. Posługiwał się nazwiskiem Hamel jeszcze w okresie służby w Piechocie Morskiej i nosił je do czasu rozwodu matki z ojczymem; po nim zmienił nazwisko na Vance w odniesieniu do dziadków ze strony matki, Jamesa i Bonnie Vance, którzy w największym stopniu zajmowali się jego wychowaniem. Już w dzieciństwie używał przy tym inicjałów imion, J.D., jako przydomka. Dorastał w położonym w tzw. pasie rdzy mieście Middletown w stanie Ohio oraz w appalaskim miasteczku Jackson w stanie Kentucky.
W 2003 roku Vance ukończył Middletown High School w rodzinnym mieście. Został żołnierzem USMC, gdzie służył w latach 2003–2007 i podczas wojny w Iraku. W 2009 roku uzyskał bakalaureat z wyróżnieniem (summa cum laude) na Uniwersytecie Stanu Ohio z politologii i filozofii. Ukończywszy uniwersytet stanowy, Vance został studentem Yale Law School, gdzie był redaktorem czasopisma studenckiego „The Yale Law Journal”. Został absolwentem tej uczelni w roku 2013, zdobywając stopień Juris Doctor.

### Praca zawodowa
W październiku 2014 roku Vance rozpoczął pracę w firmie Sidley Austin LLP. Następnie przeniósł się do San Francisco, gdzie pracował jako venture capitalist, a w latach 2016–2017 był dyrektorem należącej do Petera Thiela firmy Mithril Capital. Później, w 2022 roku Thiel przeznaczył 10 milionów dolarów na kampanię Vance’a do Senatu.
W 2016 roku została opublikowana książka jego autorstwa Elegia dla bidoków, która znalazła się na liście bestsellerów „The New York Times” w 2016 i 2017 roku. „The New York Times” opisał ją jako „jedną z sześciu książek, które pomogą zrozumieć zwycięstwo Trumpa”, natomiast „The Washington Post” uznał ją za „głos pasa rdzy”. W 2020 roku na platformie Netflix została opublikowana filmowa wersja Elegii dla bidoków w reżyserii Rona Howarda. W postać J.D. Vance’a wcielił się Gabriel Basso, a także Owen Asztalos – w scenach z dzieciństwa.
W 2017 roku Vance rozpoczął pracę w firmie inwestycyjnej Revolution LLC, gdzie zajmował się rozszerzeniem inicjatywy „Rise of the Rest”, wspierającej inwestowanie w startupy spoza Doliny Krzemowej, Nowego Jorku i Bostonu. W latach 2017–2018 był współpracownikiem stacji CNN. W marcu 2017 roku został powołany do zarządu zajmującego się uprawą roślin w pomieszczeniach zamkniętych startupu AppHarvest (zgodnie z jego deklaracją z okresu pracy w Senacie; dokumenty bezpieczeństwa firmy wskazują, że Vance dołączył do niej w 2020 roku). Pełnił funkcję członka zarządu AppHarvest do czasu rozpoczęcia kariery politycznej w 2021 roku, jednak pozostał jej inwestorem. 
W 2019 roku zasiadał w radzie doradczej With Honor Fund, krajowej kampanii PAC wspierającej byłych żołnierzy ubiegających się o stanowiska polityczne, ponadto wraz z Chrisem Buskirkiem założył grupę interesu o profilu konserwatywnym, Rockbridge Network. W tym samym roku ogłosił uruchomienie firmy venture capital Narya Capital z siedzibą w Cincinnati, wspieranej finansowo przez Petera Thiela, Erica Schmidta, Marca Andreessena i Scotta Dorseya, która miała się zajmować inwestowaniem w startupy na środkowym zachodzie Stanów Zjednoczonych. W momencie zaanonsowania działalności firmy miała ona zebrane 93 miliony dolarów w zobowiązaniach kapitałowych na swój debiutancki fundusz. 
W maju 2021 roku Vance z Peterem Thielem zainwestowali w platformę internetową Rumble. W tym samym roku Vance uczestniczył w powstaniu American Moment, grupy skupiającej się na identyfikowaniu i przygotowywaniu młodych ludzi do pełnienia funkcji politycznych w rządzie.

### Senator Stanów Zjednoczonych

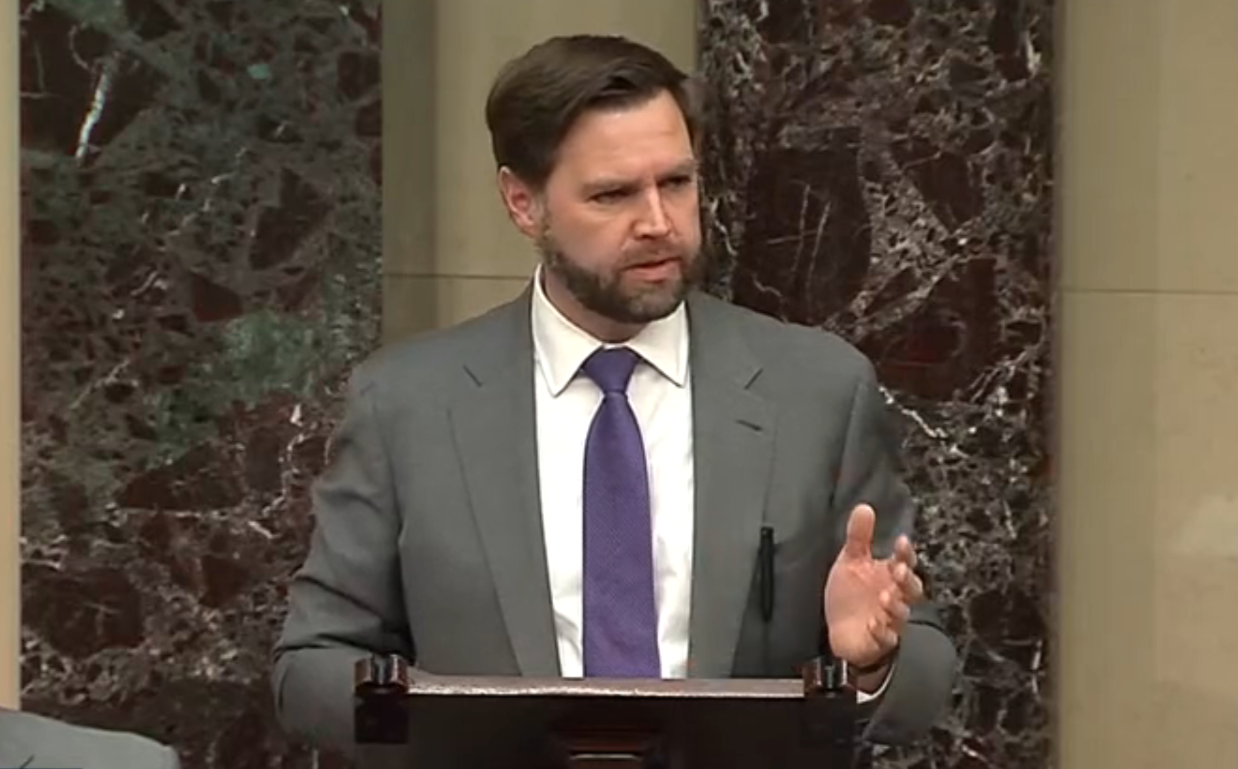
J.D. Vance podczas jednego ze swoich wystąpień w Senacie (2023)

W lipcu 2021 roku ogłosił swoją kandydaturę w wyborach do Senatu Stanów Zjednoczonych. 3 maja 2022 roku wygrał prawybory Partii Republikańskiej, zdobywając 32,2% głosów, uprzednio uzyskując poparcie byłego prezydenta Stanów Zjednoczonych, Donalda Trumpa. 8 listopada 2022 roku został wybrany senatorem Stanów Zjednoczonych ze stanu Ohio, pokonując Demokratę Tima Ryana i zdobywając 53,1% głosów.
3 stycznia 2023 roku został zaprzysiężony na stanowisku senatora przez wiceprezydent Kamalę Harris.
Według stanu na połowę lipca 2024 roku J.D. Vance wygłosił w Senacie 45 przemówień, w których najczęściej poruszał zagadnienia związane z wojną kulturową, sprzeciwiając się obowiązkowi noszenia masek chroniących przed roznoszeniem drobnoustrojów, inicjatywom na rzecz różnorodności i tzw. miastom-sanktuariom. Natomiast jego działalność legislacyjna do tego czasu obejmuje 57 stworzonych projektów ustaw, z których żaden nie został przyjęty przez Senat, i 288 współtworzonych projektów, z których 37 przeszło przez Senat, ale przepadło w Izbie Reprezentantów, zaś 2 doczekały się przyjęcia przez obie izby Kongresu, jednak zostały zawetowane przez prezydenta Stanów Zjednoczonych Joego Bidena.

### Wiceprezydent Stanów Zjednoczonych
15 lipca 2024 roku został ogłoszony kandydatem Partii Republikańskiej na wiceprezydenta Stanów Zjednoczonych. Zwyciężył w wyborach powszechnych, które odbyły się 5 listopada 2024, uzyskując wraz z Donaldem Trumpem (kandydatem Republikanów na urząd prezydenta) 77 303 568 głosów, zaś 17 grudnia 2024 za nim i Trumpem zagłosowało 312 członków Kolegium Elektorów. 6 stycznia 2025 roku wyniki owego głosowania zostały zatwierdzone przez Kongres, 4 dni później zrzekł się urzędu senatora w związku z zamiarem objęcia wcześniej wspomnianej funkcji.

#### Początek wiceprezydentury

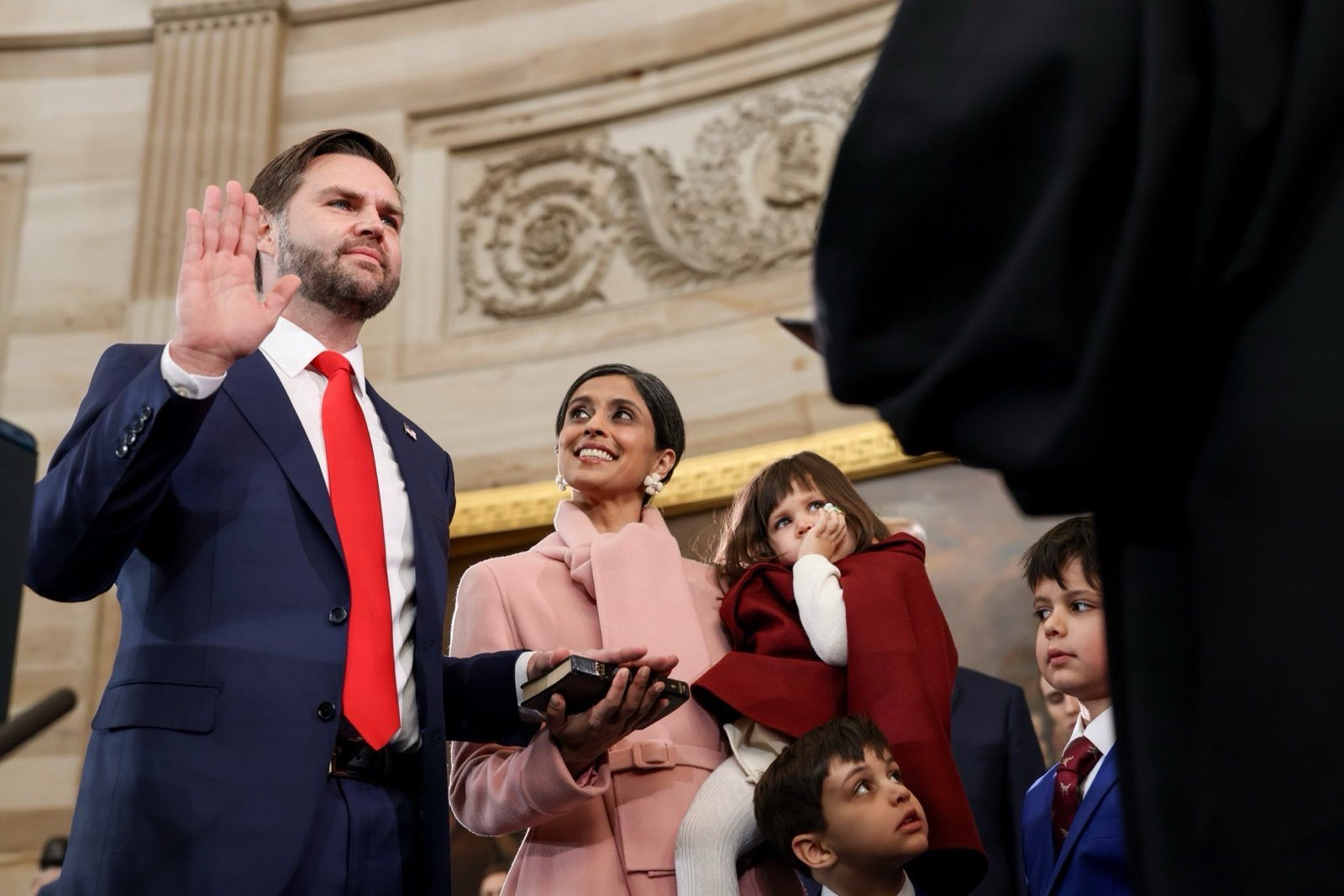
J.D. Vance podczas składania przysięgi wiceprezydenckiej 20 stycznia 2025 roku

20 stycznia 2025 roku został zaprzysiężony przez sędziego Sądu Najwyższego Bretta Kavanaugha na urząd 50. wiceprezydenta Stanów Zjednoczonych.
24 stycznia 2025 roku, gdy podczas głosowania w Senacie nad zatwierdzeniem nominacji Pete’a Hegsetha na stanowisko sekretarza obrony Stanów Zjednoczonych stosunek głosów wynosił 50–50, wiceprezydent Vance jako zarazem przewodniczący Senatu oddał rozstrzygający głos na Hegsetha, umożliwiając tym samym zatwierdzenie jego nominacji na przedmiotowe stanowisko.
Na początku lutego 2025 roku, w następstwie tymczasowego zablokowania przez sędziów federalnych wejścia w życie szeregu działań administracji Donada Trumpa, Vance zamieścił w mediach społecznościowych oświadczenie, w którym stwierdził, że „sędziowie nie mogą kontrolować prawowitej władzy wykonawczej”. 11 lutego 2025 roku miała miejsce pierwsza zagraniczna wizyta J.D. Vance’a jako amerykańskiego wiceprezydenta – uczestniczył w zorganizowanym w Paryżu przez Francję i Indie szczycie dotyczącym sztucznej inteligencji, na którym wygłosił otwierające przemówienie.

#### Przemówienie na Monachijskiej Konferencji Bezpieczeństwa
14 lutego 2025 roku wygłosił przemówienie na Monachijskiej Konferencji Bezpieczeństwa, w którym stwierdził, że Europa stoi przed poważnym zagrożeniem, którym jednak nie są siły zewnętrzne, typu Rosja czy Chiny, ale czynnik wewnętrzny – odchodzenie przez nią od „najbardziej podstawowych wartości”, a ponadto skrytykował stan europejskiej demokracji zarzucając europejskim rządzącym politykom m.in. stosowanie cenzury względem opozycji i ignorowanie obaw wyborców. Przemówienie Vance’a było szeroko komentowane przez amerykańskie i zagraniczne media.

#### Wizyta Wołodymyra Zełenskiego w Gabinecie Owalnym

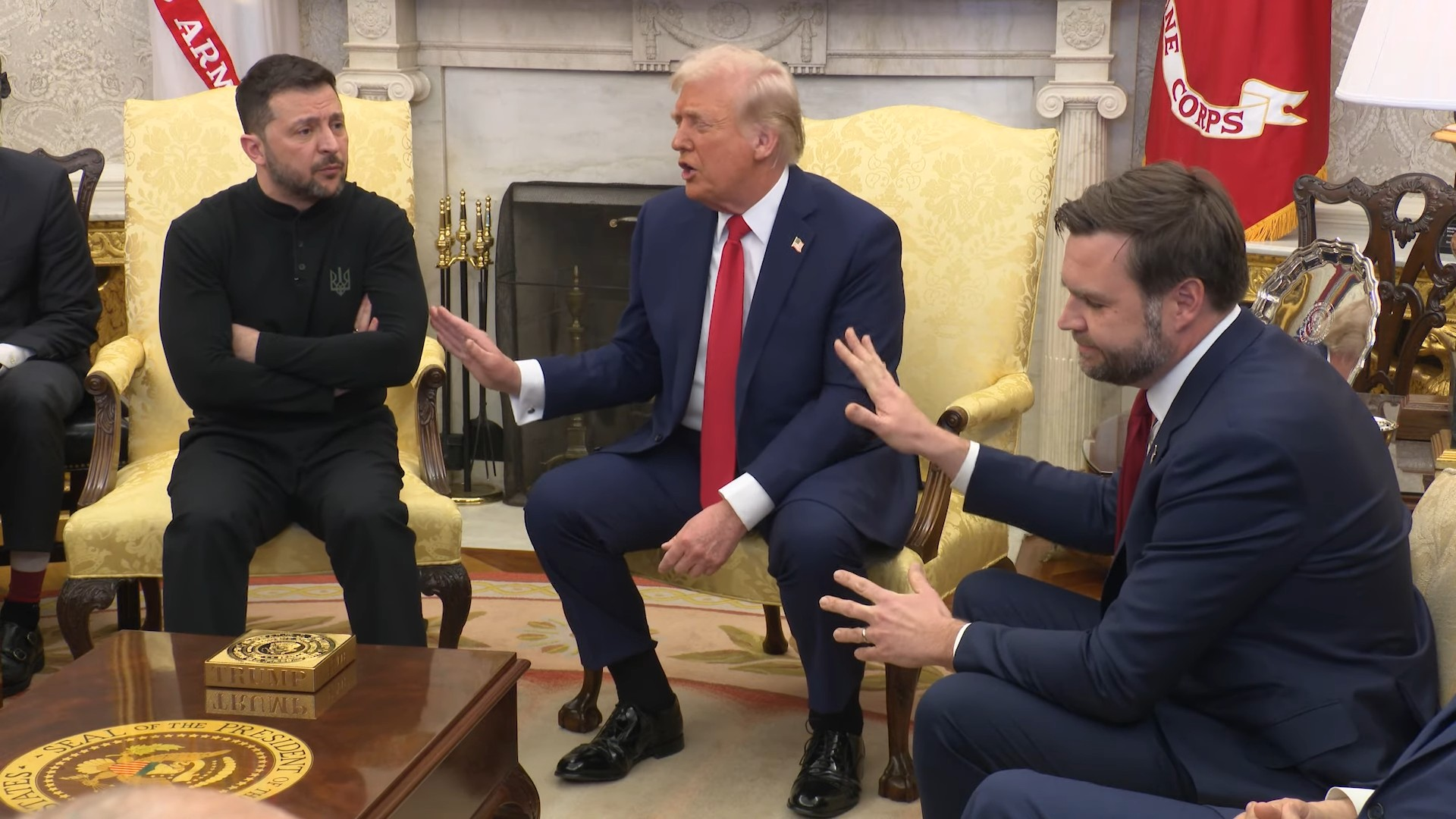
Jeden z kulminacyjnych momentów konfrontacji między Wołodymyrem Zełenskim a Donaldem Trumpem i J.D. Vance’em podczas spotkania

28 lutego 2025 roku uczestniczył w prowadzonym w Gabinecie Owalnym Białego Domu spotkaniu Donalda Trumpa z prezydentem Ukrainy Wołodymyrem Zełenskim, po którym planowano podpisać umowę o współpracy przy wydobyciu ukraińskich surowców. W pewnym momencie jeden z obecnych na miejscu dziennikarzy zapytał Trumpa, czy nie uważa, że za bardzo się zbliżył do prezydenta Federacji Rosyjskiej, Władimira Putina. Po udzieleniu przez niego odpowiedzi na wcześniej wspomniane pytanie, Vance uzupełnił jego odpowiedź, sugerując, że droga do pokoju w wojnie rosyjsko-ukraińskiej wiedzie przez dyplomację. Zełenski, przywołując niedotrzymywanie przez Putina wcześniej podpisywanych zawieszeń broni, zadał Vance’owi pytanie retoryczne: „O jakim typie dyplomacji mówisz, J.D.? [...]”. Vance wówczas zarzucił Zełenskiemu brak szacunku i chęć rozwiązywania problemu międzynarodowego przed kamerami amerykańskich telewizji. Od tego momentu spotkanie przybrało charakter ostrej wymiany zdań, która to wymiana zdań ostatecznie doprowadziła do przedwczesnego wyproszenia przez współpracowników Trumpa ukraińskiej delegacji z Białego Domu, bez przeprowadzenia wcześniej zaplanowanej wspólnej konferencji prasowej obu prezydentów i bez podpisania umowy dotyczącej surowców.

## Poglądy polityczne
Jego poglądy określane były jako neoreakcjonistyczne, narodowo-konserwatywne, prawicowo-populistyczne. Komentatorzy wskazywali na umiejętność zerwania z tradycyjnymi poglądami republikanów odnośnie do płacy minimalnej, promowania związków zawodowych, prawa konkurencji. Wskazywał na pokrywanie się swoich poglądów politycznych z katolicką nauką społeczną.
Wśród osób, które miały największy wpływ na jego poglądy wymieniał Patricka Deneena, Roda Drehera, Curtisa Yarvina i J.R.R. Tolkiena. Ponadto komentatorzy wskazują, że znaczący wpływ na jego poglądy mieli także m.in. Peter Thiel, Yoram Hazony, Oren Cass, David Autor, René Girard oraz Raj Chetty. 

### Aborcja
Vance jest zdecydowanym przeciwnikiem aborcji, którą przyrównywał do morderstwa. W 2021 roku wskazał, że jest przeciwny aborcji również w przypadku, gdy ciąża pochodzi z gwałtu lub kazirodztwa, wskazując, że „dwa zła nie czynią dobra”. Porównywał aborcję do niewolnictwa, twierdząc, że oba zjawiska mają „moralnie zniekształcający wpływ na społeczeństwo”. W 2024 roku wskazał jednak, że podobnie jak Donald Trump wierzy w wyjątki, w przypadku których aborcja powinna być legalna – gdy ciąża zagraża życiu matki, pochodzi z kazirodztwa lub gwałtu.
Wspierał decyzję Sądu Najwyższego Stanów Zjednoczonych z 2022 roku, kiedy to sąd uznał, że nie ma konstytucyjnego prawa do aborcji, zmieniając tym samym precedens w tej sprawie, ustanowiony w sprawie Roe v. Wade. Wspiera ustanowienie federalnego zakazu aborcji po 15. tygodniu ciąży z możliwością wprowadzenia jeszcze bardziej restrykcyjnych przepisów przez poszczególne stany. Poparł ustawę w stanie Teksas (Texas Heartbeat Act), zakazującą przeprowadzania aborcji po wykryciu bicia serca.

### Sprawy osób LGBT
Uznaje małżeństwo za związek pomiędzy jednym mężczyzną i jedną kobietą. Sprzeciwiał się ustawie Respect for Marriage Act, która uznawała prawo do małżeństwa osób tej samej płci na poziomie federalnym. Sprzeciwiał się wpisaniu do amerykańskiego ustawodawstwa antydyskryminacyjnego penalizacji dyskryminacji na tle orientacji seksualnej i identyfikacji płciowej.
W 2023 roku złożył w Senacie projekt ustawy Protect Children’s Innocence Act, ustanawiającej przeprowadzenie operacji zmiany płci wśród osób małoletnich jako przestępstwo. Popiera usuwanie ze szkół materiałów dotyczących orientacji seksualnej i tożsamości płciowej, co spotkało się z krytyką ze strony środowisk walczących o prawa osób LGBT.

### Imigracja
Vance jest zwolennikiem koncepcji państwa narodowego, w podcaście Hudson Institute określił je mianem „najważniejszego komponentu geopolityki”. 
Vance sprzeciwia się masowej imigracji, wskazując, że powoduje ona spadek wynagrodzeń Amerykanów należących do klasy robotniczej, powoduje wzrost cen mieszkań i zwiększa obciążenie Social Security. Jest przeciwny przyznaniu amnestii osobom, które znalazły się na terenie Stanów Zjednoczonych nielegalnie. Wiąże wzrost śmierci spowodowanych przedawkowaniem narkotyków z nielegalną imigracją i przemytem nielegalnych substancji przez granicę amerykańsko-meksykańską.
Wspiera dokończenie muru na granicy z Meksykiem, którego budowa rozpoczęła się podczas kadencji Donalda Trumpa. Uznał, że Demokraci są przeciwni zatrzymaniu masowej nielegalnej imigracji, ponieważ „chcą zastąpić wyborców, którzy już tu się znajdują”. Ta wypowiedź spotkała się z krytyką środowisk progresywnych, które powiązały ją z teorią wielkiego zastąpienia.
W 2023 roku złożył projekt ustawy, która uczyniłaby język angielski oficjalnym językiem Stanów Zjednoczonych.
Jako wiceprezydent wielokrotnie wyrażał swój negatywny stosunek do polityki państw europejskich w zakresie migracji. Określił nielegalną imigrację mianem „największego zagrożenia dla Europy”. W rozmowie z Fox News niechęć bądź niezdolność krajów europejskich do kontrolowania swoich granic określił mianem „ryzykowania kulturowego samobójstwa”. 

### Gospodarka
Wskazał, że sprzeciwia się podwyższaniu podatków dla klasy średniej i stwierdził, że chociaż nie jest przeciwny podwyższaniu podatków dla najbogatszych Amerykanów, to takie działanie spowodowałoby więcej szkody niż pożytku. W kontekście pomocy wojskowej dla Ukrainy, Izraela i Tajwanu wskazał, że ustabilizowanie długu publicznego na rozsądnym poziomie musi być priorytetem dla władz amerykańskich. Podczas negocjacji nad podwyższeniem limitu zadłużenia zgodził się z Donaldem Trumpem, że Republikanie nie powinni starać się zmniejszyć wydatków na Social Security i Medicare.
Popiera obniżanie podatków dla firm inwestujących w Stanach Zjednoczonych oraz ich podwyższenie dla firm, wysyłających swoich pracowników, aby pracowali za granicą, by te państwa mogły „wykorzystać ich pieniądze do finansowania antyamerykańskich radykalnych ruchów”. Wspiera rozwój przemysłu naftowego i gazowego. Krytykował działania administracji prezydenta Bidena na rzecz pozyskiwania energii z odnawialnych źródeł.

### Polityka zagraniczna
Vance sprzeciwia się interwencjonizmowi Stanów Zjednoczonych w polityce zagranicznej, w tym amerykańskiej pomocy wojskowej dla Ukrainy w trakcie inwazji Rosji na Ukrainę. W 2022 roku powiedział w wywiadzie, że „nie obchodzi go, co dzieje się z Ukrainą”. Głosował przeciwko pakietom amerykańskiej pomocy dla Ukrainy. Jest przeciwny członkostwu Ukrainy w NATO oraz w „sprzymierzonych (NATO) instytucjach”. Zaproponował wprowadzenie strefy zdemilitaryzowanej między Rosją a Ukrainą po zakończeniu wojny między obydwoma państwami. Wskazywał na brak zdolności Władimira Putina do podbicia całej Ukrainy i posuwania się na zachód Europy.
Jest zdecydowanym zwolennikiem amerykańskiego sojuszu z Izraelem i wsparcia tego państwa w prowadzeniu wojny z Hamasem. Podczas prac nad pakietem pomocowym dla Ukrainy i Izraela, Vance proponował pomoc finansową jedynie Izraelowi. Krytykował prezydenta Bidena za opóźnienia w dostawie broni dla izraelskiej armii.
Vance wzywał do uchwalenia szeroko zakrojonych ceł na towary pochodzenia chińskiego, co argumentuje koniecznością ochrony amerykańskich miejsc pracy i handlu. Złożył kilka projektów ustaw mających na celu ograniczenie chińskich wpływów na amerykańską edukację i rynek finansowy.

## Życie prywatne
W 2014 roku wziął w Kentucky ślub międzywyznaniowy (jego małżonka jest hinduistką, a on chrześcijaninem) z prawniczką indyjskiego pochodzenia Ushą Chilukuri, którą poznał podczas studiów na Uniwersytecie Yale. Mają troje dzieci. Najlepszym przyjacielem Vance’a, jeszcze z czasów akademickich jest Jamil Jivani, kanadyjski parlamentarzysta i członek Konserwatywnej Partii Kanady. Został on wyznaczony do przeczytania fragmentu Biblii podczas ceremonii zaślubin.
Wychowywał się w duchu „konserwatywnego, ewangelikalnego protestantyzmu”. We wrześniu 2016 roku ogłosił, że rozważa konwersję na katolicyzm. W 2019 roku został ochrzczony w Kościele katolickim. Jako swojego patrona podczas bierzmowania wybrał Augustyna z Hippony. Wskazywał, że św. Augustyn pozwolił mu na „zrozumienie wiary chrześcijańskiej na drodze wybitnie intelektualnej”.

### Relacja z Donaldem Trumpem
W trakcie wyborów prezydenckich w 2016 roku otwarcie krytykował kandydaturę Donalda Trumpa na prezydenta Stanów Zjednoczonych. 18 lutego 2016 roku w felietonie opublikowanym na łamach „USA Today” określił program wyborczy Trumpa jako „niemoralny i absurdalny”. W sierpniu 2016 roku na łamach „The Atlantic” określił Trumpa mianem „kulturowej heroiny” i „opium ludu”. Według części źródeł w prywatnej wiadomości wysłanej w 2016 roku nazwał Trumpa „amerykańskim Hitlerem”. W wyborach prezydenckich w 2016 roku nie zagłosował na Trumpa, tylko na bezpartyjnego kandydata Evana McMullina.
W 2018 roku wskazał, że jego zdaniem Trump „jest jednym z niewielu przywódców politycznych w Ameryce, który dostrzega frustrację panującą w dużych częściach Ohio, Pensylwanii, wschodniego Kentucky”. Poparł Trumpa przed wyborami prezydenckimi w 2020 roku. W lipcu 2021 roku usunął tweety, które opublikował w trakcie kampanii prezydenckiej w 2016 roku i w których wyrażał krytyczną opinię na temat kandydatury Donalda Trumpa. Stwierdził, że uważa Trumpa za dobrego prezydenta i wyraził ubolewanie z powodu swojej krytyki wobec niego w trakcie jego pierwszej kampanii prezydenckiej. W październiku 2021 roku stwierdził, że Trump w wyborach w 2020 roku przegrał ze względu na masowe fałszerstwa wyborcze, powtarzając tym samym retorykę byłego prezydenta. 15 kwietnia 2022 roku, przed prawyborami Partii Republikańskiej do Senatu Trump udzielił Vance’owi poparcia, znacząco zwiększając jego szanse na zwycięstwo w prawyborach. 31 stycznia 2023 roku Vance, jako jeden z pierwszych senatorów, poparł Donalda Trumpa przed prawyborami prezydenckimi Partii Republikańskiej.

## Odznaczenia
- Medal za Osiągnięcie Marynarki Wojennej i Piechoty Morskiej[99]
- Medal za Dobre Zachowanie Piechoty Morskiej[99]
- Medal Służby Obrony Narodowej[99]
- Medal Kampanii w Iraku[99]
- Medal Służby w Globalnej Wojnie z Terroryzmem[99]
- Navy and Marine Corps Sea Service Deployment Medal[99]